# صبیرجان روزیف
صبیرجان روزیف (روسی: Сабиржан Сабитович Рузиев؛ زادهٔ ۱۵ ژوئن ۱۹۵۳) ورزشکار شمشیربازی اهل اتحاد جماهیر شوروی سوسیالیستی است.
وی در مسابقات کشوری و بین‌المللی در مجموع برندهٔ ۱ مدال نقره شده‌است.